# Курбах, Адриан
Адриан Курбах (нидерл. Adriaan Koerbagh; 1633—1669) — нидерландский врач, учёный и писатель, критик религии и общепринятой морали. Принадлежал к кругу сторонников Баруха Спинозы.

## Биография
Адриан Курбах и его младший брат Йоханнес (1634—1672) были сыновьями мастера по керамике, который умер в молодости, но оставил достаточно средств, что позволило им продолжить обучение.
Адриан учился в университетах Утрехта, Франекера и Лейдена, получил степени доктора медицины в 1659 году и магистра юриспруденции в 1661 году.
Адриан был одним из наиболее радикальных деятелей эпохи Просвещения, отвергая и оскорбляя церковь и государство как ненадёжные институты и разоблачая язык богословов и юристов как расплывчатые и непрозрачные инструменты, позволяющие ослепить людей и сохранить свою собственную власть. Курбах ставил авторитет разума выше авторитета догм и, таким образом, считался вольнодумцем, хотя представления двадцатого века о нём как об анархисте или либертарианце вряд ли вполне соответствуют критериям его времени.
Курбах рассматривал Библию и христианские догмы, такие как Троица и божественная природа Христа, всего лишь как творение рук людей. Подобно своему современнику Баруху де Спинозе он считал, что Бог тождествен природе и что ничего не существует вне природы. Поэтому, утверждал он, настоящей теологией мира является естествознание, а не теология.
Говоря о секуляризации Республики Нидерландов и ограничении церковной власти, Курбах утверждал, что религия иррациональна и сохраняет своё положение только посредством обмана и насилия.
Он опубликовал книги «'t Nieuw Woorden-Boeck der Regten» («Новый словарь прав», 1664 г.) и «Een Bloemhof van allerleylieflijkheyd» («Цветник всех видов наслаждений», 1668 г.) под псевдонимом Фридерийк Ваармонд. В этих книгах объясняются различные технические термины и иностранные слова. Церковные власти были оскорблены статьями словаря на религиозные и политические темы, что вынудило Курбаха бежать в Кулемборг, юридически автономный город в другой провинции, которая не выдала его, а затем в Лейден.
Адриан Курбах яростно выступил против голландской реформатской церкви в своей третьей работе «Een Ligt schynende in duystere plaatsen, om te verligten de voornaamste saaken der Godsgeleerdtheyd en Godsdienst» («Свет, сияющий в темных местах, чтобы пролить свет на вопросы теологии и религии»). В Лейдене его выдал властям печатник, знавший содержание его работы, после чего власти арестовали его самого, а также его брата Йоханнеса.
В 1668 году он был признан виновным в богохульстве и приговорён к десяти годам заключения в тюрьме Распхейс (Rasphuis) в Амстердаме, где ему пришлось выполнять принудительные работы с последующей ссылкой и штрафом в 4000 гульденов. Он умер несколько месяцев спустя, в 1669 году, в той же тюрьме из-за тягот тюремной жизни. Большая часть его публикаций была уничтожена властями республики. Его брата Йоханнеса освободили из-за отсутствия улик против него, но тот больше никогда не публиковался и умер три года спустя, в 1672 году.
История Курбаха показывает, что терпимость Голландской Республики, как бы велика она ни была по сравнению почти со всеми другими странами мира того времени, определённо не была безграничной.

## Сочинения
- 't Nieuw-woordenboek der Regten (1664)
- Een Bloemhof van allerley lieflijkheyd sonder verdriet (1668)
- Een ligt Schijnende in Duystere Plaatsen, om te verligten de voornaamste saaken der Godsgeleerdtheyd en Godsdienst (1668, новая публикация 1974)